# Bernardo II, Duque de Saxe-Meiningen
Bernardo Henrique Frederico de Saxe-Meiningen (em alemão: Bernhard Erich Freund von Sachsen-Meiningen), (17 de Dezembro de 1800 – 3 de Dezembro de 1882) foi um duque de Saxe-Meiningen.

## Família
Bernardo era o único varão dos três filhos do duque Jorge I de Saxe-Meiningen e da princesa Luísa Leonor de Hohenlohe-Langenburg. Bernardo era irmão mais novo da rainha Adelaide do Reino Unido e da princesa Ida de Saxe-Weimar-Eisenach.
Bernardo sucedeu ao seu pai quando tinha apenas três anos de idade, em 1803, o que levou a que a sua mãe fosse sua regente até ele atingir a maioridade em 1821.

## Casamento e descendência
Bernardo II casou-se com a princesa Maria Frederica de Hesse-Cassel (ou Hesse-Kassel) no dia 23 de Março de 1825 em Cassel. Tiveram dois filhos:
1. Jorge II de Saxe-Meiningen (2 de Abril de 1826 - 25 de Junho de 1914), casado primeiro com a princesa Carlota Frederica da Prússia, com descendência; casou-se depois com a princesa Feodora de Hohenlohe-Langenburg, com descendência; casou-se por último com Ellen Franz, sem descendência.
2. Augusta de Saxe-Meiningen (6 de Agosto de 1843 - 11 de Novembro de 1919), casada com o príncipe Maurício de Saxe-Altemburgo; com descendência.

## Reinado
No dia 12 de Novembro de 1826, depois da distribuição de territórios da família com a morte do último duque de Saxe-Gota-Altemburgo, Bernardo II recebeu os condados de Hildburghausen e Saalfeld.
Bernardo era um homem de família muito gentil, orgulhoso da sua casa real e um pai e marido atento desde que fosse obedecido. Durante a Guerra Austro-Prussiana decidiu ficar do lado austríaco. Quando a Áustria perdeu a guerra, Bernardo foi forçado a abdicar do seu ducado que passou para o seu filho Jorge. Passou o resto da vida como cidadão comum.

## Genealogia
| Bernardo II, Duque de Saxe-Meiningen | Pai: Jorge I, Duque de Saxe-Meiningen     | Avô paterno: António Ulrico, Duque de Saxe-Meiningen             | Bisavô paterno: Bernardo I, Duque de Saxe-Meiningen     |
| Bernardo II, Duque de Saxe-Meiningen | Pai: Jorge I, Duque de Saxe-Meiningen     | Avô paterno: António Ulrico, Duque de Saxe-Meiningen             | Bisavó paterna: Isabel Leonor de Brunswick-Wolfenbüttel |
| Bernardo II, Duque de Saxe-Meiningen | Pai: Jorge I, Duque de Saxe-Meiningen     | Avó paterna: Carlota Amália de Hesse-Philippsthal                | Bisavô paterno: Carlos I, Conde de Hesse-Philippsthal   |
| Bernardo II, Duque de Saxe-Meiningen | Pai: Jorge I, Duque de Saxe-Meiningen     | Avó paterna: Carlota Amália de Hesse-Philippsthal                | Bisavó paterna: Carolina Cristina de Saxe-Eisenach      |
| Bernardo II, Duque de Saxe-Meiningen | Mãe: Luísa Leonor de Hohenlohe-Langenburg | Avô materno: Cristiano Alberto, Príncipe de Hohenlohe-Langenburg | Bisavô materno: Luís, Príncipe de Hohenlohe-Langenburg  |
| Bernardo II, Duque de Saxe-Meiningen | Mãe: Luísa Leonor de Hohenlohe-Langenburg | Avô materno: Cristiano Alberto, Príncipe de Hohenlohe-Langenburg | Bisavó materna: Leonor de Nassau-Saarbrücken            |
| Bernardo II, Duque de Saxe-Meiningen | Mãe: Luísa Leonor de Hohenlohe-Langenburg | Avó materna: Carolina de Stolberg-Gedern (1732–1796)             | Bisavô materno: Frederico Carlos de Stolberg-Gedern     |
| Bernardo II, Duque de Saxe-Meiningen | Mãe: Luísa Leonor de Hohenlohe-Langenburg | Avó materna: Carolina de Stolberg-Gedern (1732–1796)             | Bisavó materna: Luísa de Nassau-Saarbrücken             |